# Itri
Itri è un comune italiano di 10 530 abitanti della provincia di Latina nel Lazio.

## Geografia fisica

### Territorio
Posta a 170 m s.l.m., la cittadina sorge in una caratteristica vallata tra le falde occidentali dei monti Aurunci (passo di San Nicola), a circa 8 km dalla linea di costa. Si trova lungo il percorso della via Appia, tra Fondi (con la quale confina a ovest) e Formia (con la quale confina a est). Itri confina inoltre con Esperia a est, con Campodimele a nord e con Sperlonga e Gaeta a sud.

#### Punta Cetarola o Citarola e la Spiaggia dei sassolini della Flacca Antica
A Sud il territorio si affaccia sul mare con un breve tratto di costa rocciosa e frastagliata denominata Cala Cetarola, ove vi è la spiaggia sottostante l'antica via romana Flacca o Valeria, una piccola e caratteristica baia di ciottoli (simile alla spiaggia dei "Sassolini" di Scauri), situata sul litorale tra Gaeta e Sperlonga ed a breve distanza dalla cosiddetta "spiaggia della Grotta delle Bambole". Il suo valore ambientale è stato confermato dal Ministero dell'Ambiente che ha inserito la "costa rocciosa compresa tra Sperlonga e Gaeta" nell'elenco dei siti di Natura 2000, la rete europea di aree destinate alla conservazione della diversità biologica. Inoltre, fa parte del comune di Itri Punta dello Scarpone, adiacente alla spiaggia di Sant'Agostino di Gaeta.

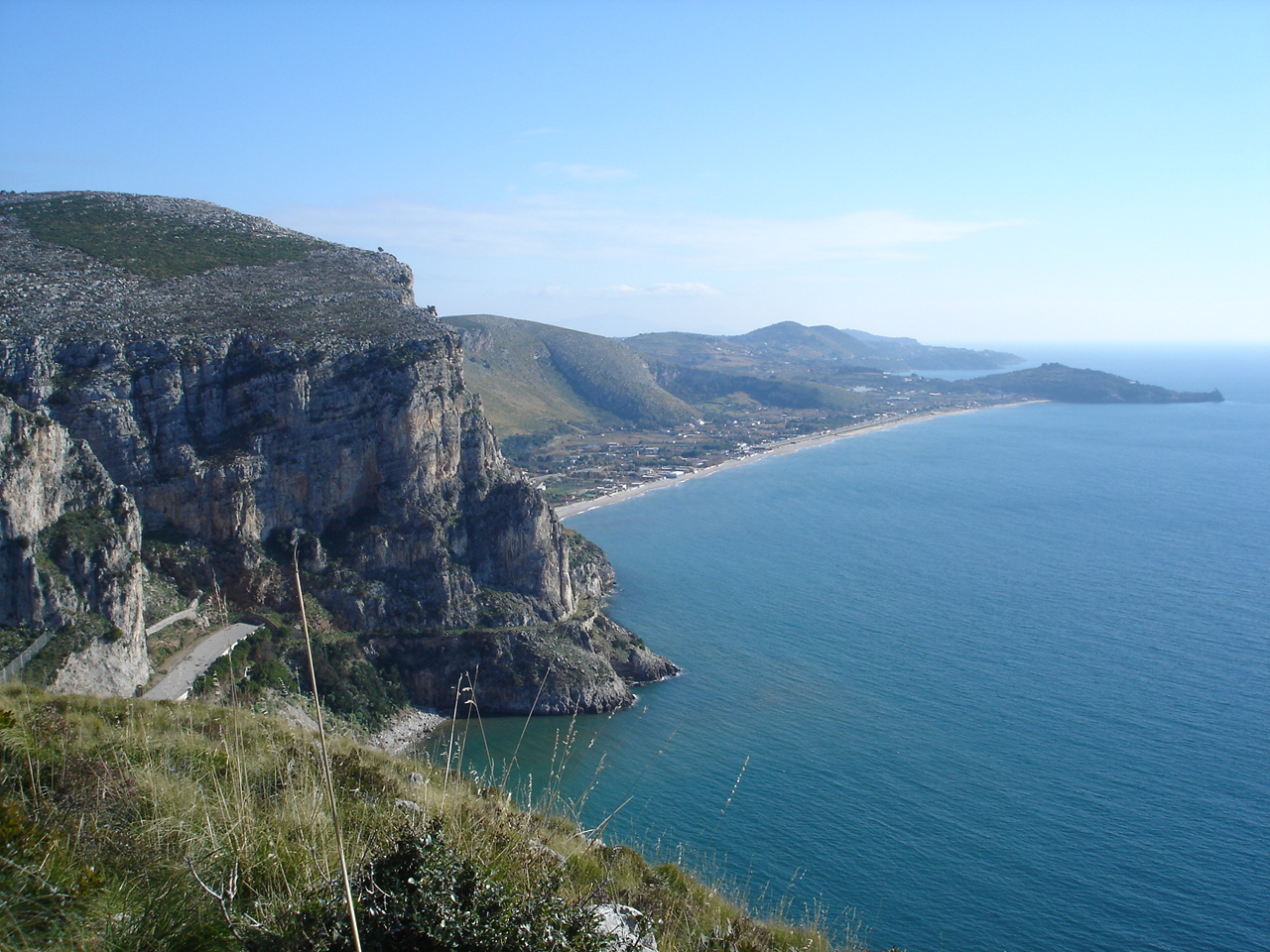
Immagine di Punta Cetarola con accanto la spiaggia di Sant'Agostino di Gaeta

#### Montagna
I rilievi montuosi presenti nel suo territorio spesso superano i 1000 m di quota, come nel caso del monte Cervello alto 1.004 m s.l.m., del monte Trina alto 1.062 m s.l.m. o del monte Ruazzo alto 1.314 m s.l.m. Tra questi, che sono per lo più a carattere roccioso, si estendono numerose ed ampie radure. Tali zone, per la frequenza dei temporali primaverili-estivi che rinverdiscono la vegetazione, erano sede di alpeggio da maggio a ottobre inoltrato. Nelle giornate limpide, dalle alture, si osservano le isole dell'Arcipelago Ponziano, il Circeo, Ischia e l'intero golfo di Gaeta.

### Clima
La situazione orografica di Itri conferisce al territorio un clima non uniforme, poiché frequenti sono i fenomeni microclimatici che caratterizzano zone ristrette del territorio comunale. Si va dal temperato fresco al temperato caldo, da un clima marino ad uno montano. Il centro urbano, posto a 170 m s.l.m., gode di un clima che si mantiene equilibrato: in inverno è protetto dai venti freddi grazie ai monti che lo circondano; in estate, sono gli stessi monti che garantiscono una brezza fresca che rompe la calura del sole. Le precipitazioni sono piuttosto elevate durante tutta la stagione invernale, mentre i fenomeni nevosi sono frequenti nell'esteso territorio, ma più rari (l'ultimo episodio risale al 27 febbraio 2018) nel centro urbano.
- Classificazione climatica: zona C, 1387 GR/G

## Origini del nome
Il nome del paese deriva probabilmente dal termine latino iter (gen. itineris) ("via, cammino"), evidentemente legato al tracciato della Via Appia.

## Storia
Il sito ebbe una frequentazione in epoca preistorica: sono stati rinvenuti resti di epoca neolitica (strumenti in pietra e in ossidiana) e dell'età del bronzo (Valle Oliva, II millennio a.C.).
Fece parte del territorio degli Aurunci, conquistato quindi dai Romani, che vi realizzarono la via Appia nel 312 a.C. Il sito acquistò importanza come luogo strategico, tuttavia non si formò un nucleo abitato molto consistente, anche se è probabile la presenza di un piccolo centro, se non altro come stazione di posta. Le fonti, in realtà, non fanno diretto riferimento ad alcuna città tra Fondi e Formia.
Un antico tracciato viario, di cui si sono ritrovati resti di basolato nella località Calvi, collegava il luogo all'attuale Sperlonga.

Itri negli anni '30

Le prime notizie di un centro abitato chiamato Itri risalgono al 914 (in un atto di vendita è citato uno "Stefano, itrano"). Tra il IX e l'XI secolo sorse il primo nucleo fortificato (castrum) sull'altura che controllava il passaggio della via Appia. La presenza di un serpente sullo stemma cittadino ha dato origine alla leggenda, priva di qualsiasi fondamento, che la fondazione di Itri fosse opera degli abitanti della mitica città costiera di Amyclae (ricordata dalle fonti, ma mai identificata), fuggiti nell'interno per un'invasione di serpenti. Secondo tale leggenda il nome Itri deriverebbe dalla figura mitologica dell'Idra di Lerna.
Il castrum di Itri fece parte del ducato di Gaeta e passò quindi nella contea di Fondi (ca. 1140), dominata prima dalla famiglia normanna Dell'Aquila, poi dai Caetani, passando in seguito sotto i Colonna, Gonzaga, Carafa, Mansfeld e Di Sangro. Appartenne sempre alla diocesi di Gaeta. Un altro centro abitato fortificato, sorto a Campello (castrum Campelli), fu abbandonato alla metà del XV secolo.
L'abitato medievale di Itri sorse sul colle detto Sant'Angelo, che domina la Via Appia, dove si trovano il castello e la chiesa madre di S. Michele (città alta); si espanse solo in seguito nella valle lungo la via Appia (città bassa). I due nuclei sono separati dal torrente Pontone (o Rio Torto). Nel XV secolo un nucleo di ebrei viveva presso il castello, nell'area dell'attuale vicolo Giudea. Nella seconda metà del Quattrocento l'Universitas di Itri, con il finanziamento di Onorato II Caetani conte di Fondi, impiantò nella parte bassa di Itri alcune tintorie per i tessuti di lana; quella zona venne chiamata "la Foschia". Una delle attività produttive più importanti di Itri era la quella delle olive "itrane" e dell'olio, che veniva esportato tramite il vicino porto di Gaeta.
A Itri nacque nel 1771 fra Diavolo (Michele Pezza), che fu prima fuorilegge e quindi colonnello dell'esercito borbonico di Ferdinando IV, in lotta contro l'occupazione dei Francesi, che lo presero e impiccarono a Napoli nel 1806. La personalità di fra Diavolo fu ispirazione di diverse opere letterarie, di teatro e cinema.
Dal XIII secolo e fino al 1861 fece parte del Regno di Napoli (poi Regno delle Due Sicilie) nell'ambito dell'antica provincia di Terra di Lavoro, della quale continuò a fare parte anche dopo l'unità d'Italia, fino al 1927. Poi, durante il periodo fascista, stante il nuovo disegno organizzativo territoriale che comprendeva anche la istituzione delle regioni, nel 1927 l'intera parte settentrionale della provincia di Terra di Lavoro fu scorporata dalla neonata provincia di Caserta e assegnata al Lazio (province di Roma e Frosinone). In particolare quasi tutta la parte del distretto di Gaeta fu assegnata alla provincia di Roma. Infine nel 1934, Itri fu inclusa nel territorio della neocostituita provincia di Latina (in quell'epoca fascista si chiamava però Littoria).

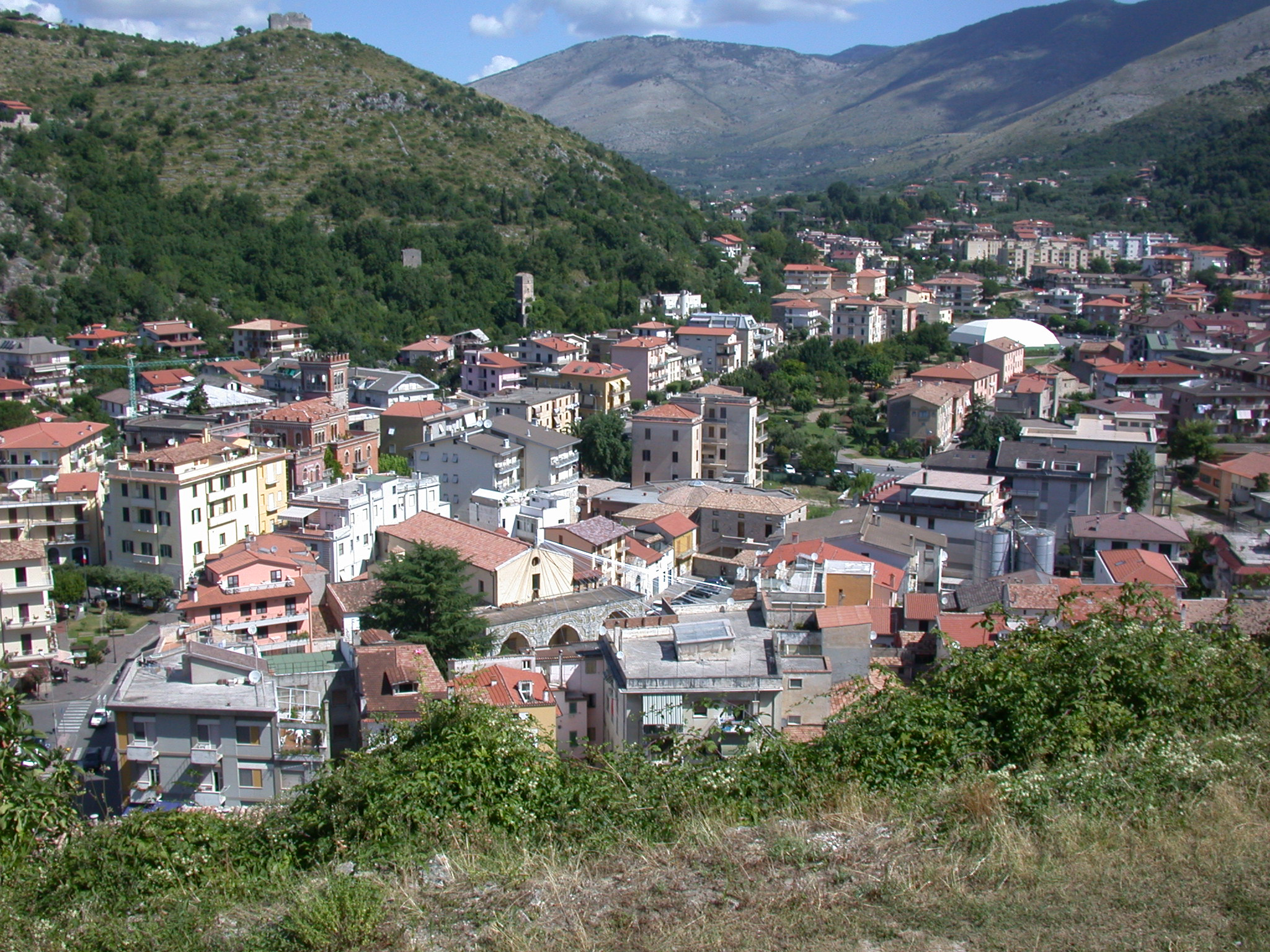
Città bassa, panorama dal castello

Nel 1911 erano presenti nel comune cinquecento dei circa mille emigranti sardi arrivati per lavorare al V lotto della Direttissima Roma-Napoli. Nel contesto nazionale erano già presenti elementi di razzismo contro i sardi, chiamati sardegnoli, che non scomparvero fino alle imprese della Brigata Sassari nella prima guerra mondiale. Gli emigranti ricevevano un salario inferiore rispetto agli altri lavoratori, ma si rifiutarono di pagare ogni tangente alla camorra, allora infiltratasi nell'appalto e per tutelarsi cercarono di costituire una lega di autodifesa operaia. Il 12 e 13 luglio, a seguito di futili pretesti, avvengono due imboscate a cui partecipano gli stessi notabili del paese, nell'indifferenza delle forze dell'ordine. Si contarono, non senza difficoltà e intralci, 8 vittime e 60 feriti, tutti sardi, mentre dalla Corte d'assise di Napoli trentatré imputati furono assolti dai giurati popolari e nove condannati in contumacia. Questo avvenimento verrà ricordato come la strage di Itri.
Durante la seconda guerra mondiale, nel maggio del 1944, i bombardamenti distrussero il paese e i suoi monumenti al 75%.

### Simboli
Lo stemma è così descritto dallo Statuto Comunale (art. 2, comma 1, 10 marzo 2000):

### Onorificenze
La città di Itri è stata insignita della medaglia di bronzo al valor civile con il DPR del 26 luglio 1961.
In occasione del settantesimo anniversario della liberazione della città dall'occupazione tedesca il comune ha dato alle stampe la relazione curata da Giuseppe Pecchia per suffragare la richiesta della medaglia d'oro al valor civile.

## Monumenti e luoghi d'interesse

### Architetture religiose

#### Convento di San Francesco
Il convento di San Francesco (1324) (uno dei primi nati nella diocesi di Gaeta) con la chiesa di San Francesco furono fondati dal conte di Fondi Onorato I Caetani. Collocato nella parte bassa della città si trovava nelle immediate vicinanze della chiesa della Vergine Annunziata (datata 1363, ricostruita dopo i bombardamenti e oggi intitolata a Santa Maria Maggiore). Nell'edificio era presente un oratorio dedicato a San Giovanni Battista ed i confratelli vi avevano diritto di sepoltura. Sappiamo dallo statuto itrano, risalente al '400 che Onorato II Caetani, conte di Fondi vi dimorò per un certo periodo a partire dall'anno 1487. Secondo una visita pastorale del 1722, la chiesa era dotata di tre altari: altare maggiore con l'immagine del santo; due altari laterali, del Crocifisso e della Natività di Gesù Cristo. Sembra che sull'altare maggiore si trovasse il dipinto di Cristoforo Scacco Madonna in trono col Bambino tra i santi Francesco e Giovanni Battista, oggi al museo di Capodimonte. Quello che è rimasto della chiesa e del convento è stato trasformato in abitazioni civili e oggi resta soltanto un affresco conservato in un edificio nella centrale Piazza Incoronazione. Inoltre, dal convento di San Francesco provengono le due colonne dell'altare del Santuario della Madonna della Civita, così come il lavabo che si trova in sagrestia.

#### Monastero di San Martino
In origine fuori dall'abitato (presso San Martino in Pagnano), il monastero era stato abbandonato in conseguenza delle leggi di soppressione delle corporazioni religiose nel regno d'Italia, essendo venuto meno il numero legale delle monache. In realtà l'edificio, occupato dalle Suore del Preziosissimo Sangue, era in uno stato di decadimento. Successivamente il monastero benedettino di San Martino, fu ricostruito all'interno delle mura. Distrutto anch'esso dai bombardamenti del 1944, è stato quindi ricostruito.

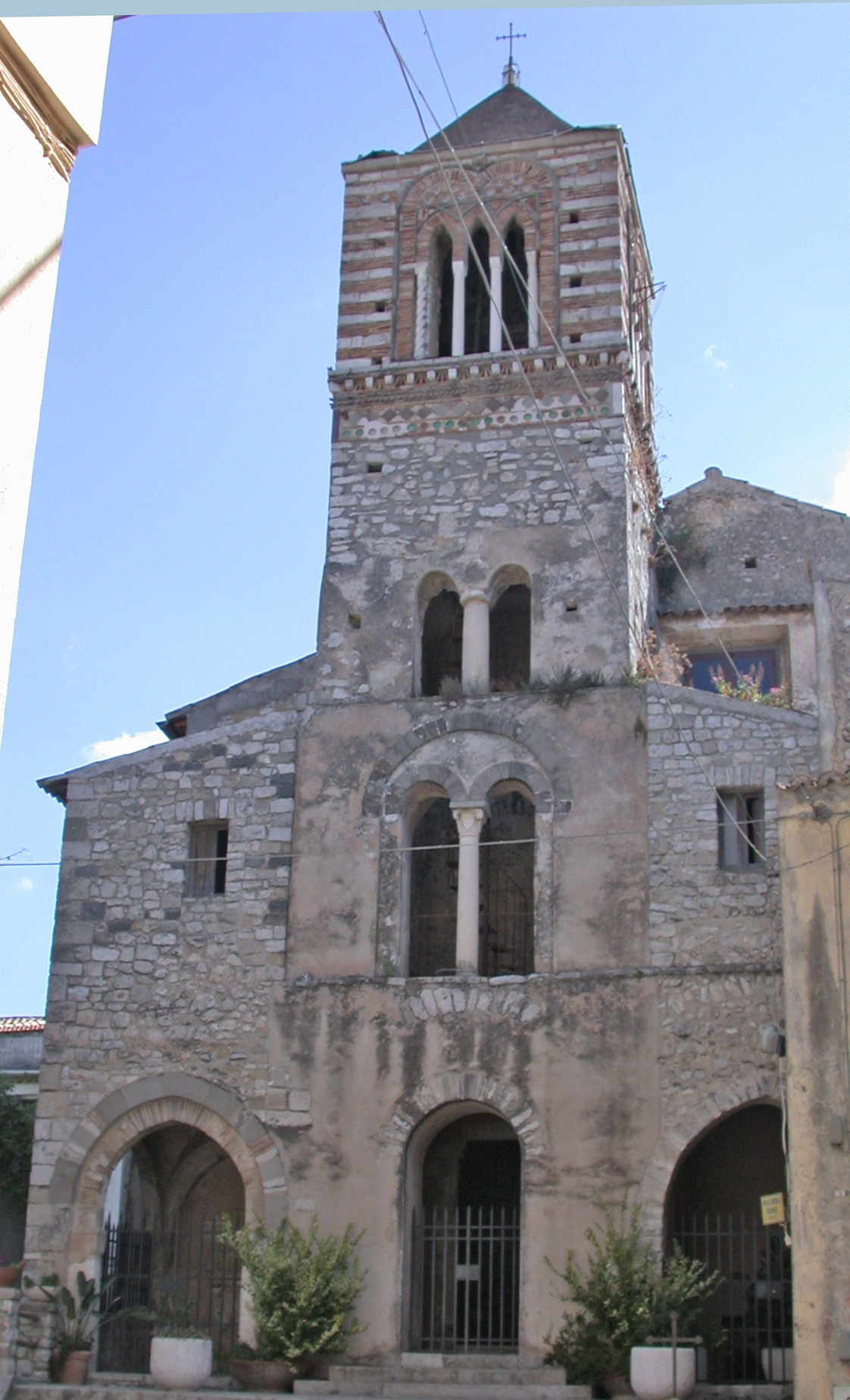
La chiesa di San Michele Arcangelo.

#### San Michele Arcangelo
La chiesa di San Michele Arcangelo, nella parte alta, risale all'XI secolo ed è l'edificio sacro più antico di Itri. A tre navate, l'edificio è in stile arabo-normanno ed ha la caratteristica di avere il campanile quadrato, ornato da piatti in maiolica colorati, addossato alla chiesa, in corrispondenza dell'entrata principale, anziché posto di lato. Si articola in quattro piani, dal portale di accesso alla chiesa, a due bifore e una trifora, con coronamento a cuspide. Al suo interno si può ammirare un affresco del XV secolo raffigurante la "Vergine con il Bambino" e la statua lignea di San Michele Arcangelo, posta in una nicchia dell'altare maggiore.

#### Santa Maria di Loreto
In origine su una collina fuori dal paese, ma ormai raggiunta dall'espansione dell'abitato, si trova la chiesa di Santa Maria di Loreto, con annesso convento dei Cappuccini (dal 1574), da cui deriva il nome "Cappuccini" attribuito alla zona. Quando nel marzo del 1574 i Padri Cappuccini iniziarono ad utilizzare l'edificio, dapprima in proprietà, poi in enfiteusi (in seguito alla confisca dei beni della Chiesa), quest'ultimo si trovava in una posizione isolata. Il convento fu abitato dai Cappuccini fino al 1897 e nel 1910/1911, a seguito dell'epidemia di colera che imperversò ad Itri, fu adibito a lazzaretto. L'avvento dei Padri Passionisti è datato 30 marzo 1943, giorno in cui fu redatto e firmato un atto nel quale il comune d'Itri concedeva in donazione il Convento ai Passionisti. L'opera di ricostruzione voluta dal Senatore Pietro Fedele, sposato ad Itri con Donna Tecla De Fabritiis, iniziò nel novembre del 1941 e fu ultimata dopo il conflitto bellico. Nella chiesa di Santa Maria di Loreto è conservato, tra le altre opere, un dipinto di San Paolo della Croce (fondatore dei Passionisti), attribuito al pittore Sebastiano Conca (1676-1764).

#### Santa Maria Maggiore

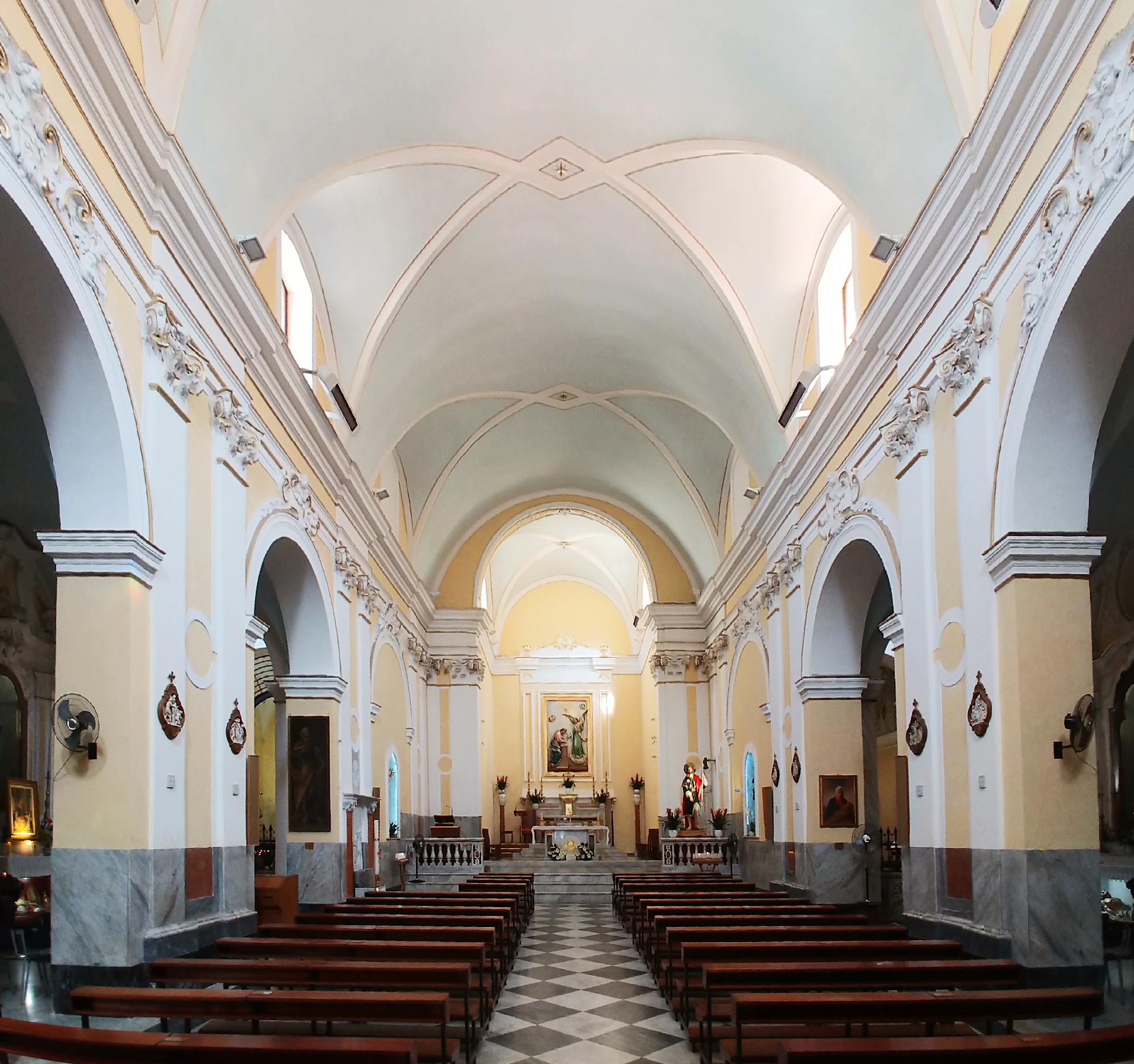
Interno dell'attuale chiesa di Santa Maria Maggiore, già della Santissima Annunziata.

Alla chiesa di S. Maria Maggiore già della SS. Annunziata si accede da un semplice ed ampio portico, di stile gotico, con tre archi ogivali e tre portali (che sono stati ricostruiti dopo le distruzioni della seconda guerra mondiale), dei quali quello di mezzo, più grande, è anch'esso ogivale e risale al XIV secolo.

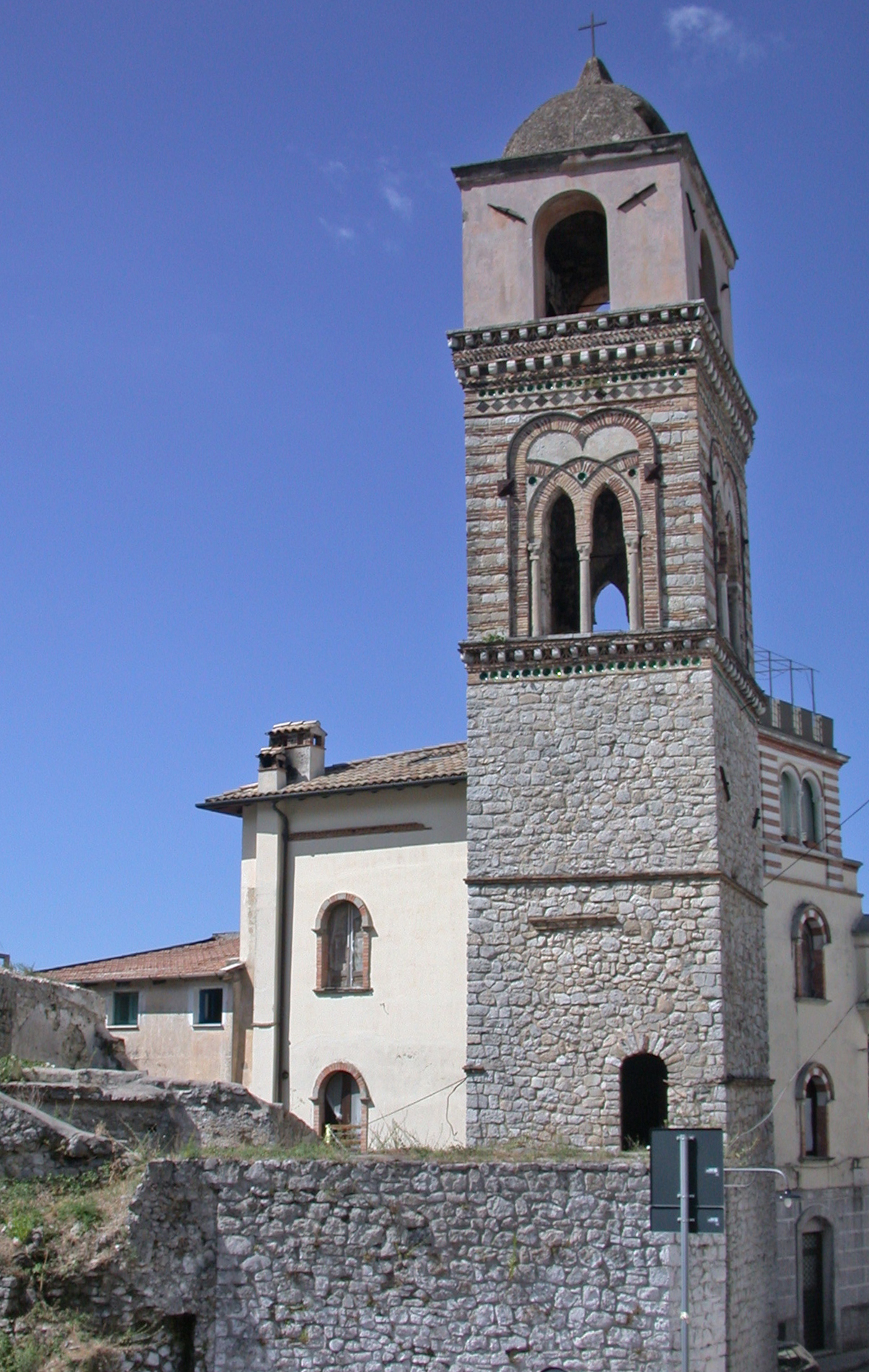
Il campanile della distrutta chiesa di Santa Maria Maggiore

La tradizione locale dice che il portale vi fosse stato trasportato da San Francesco.

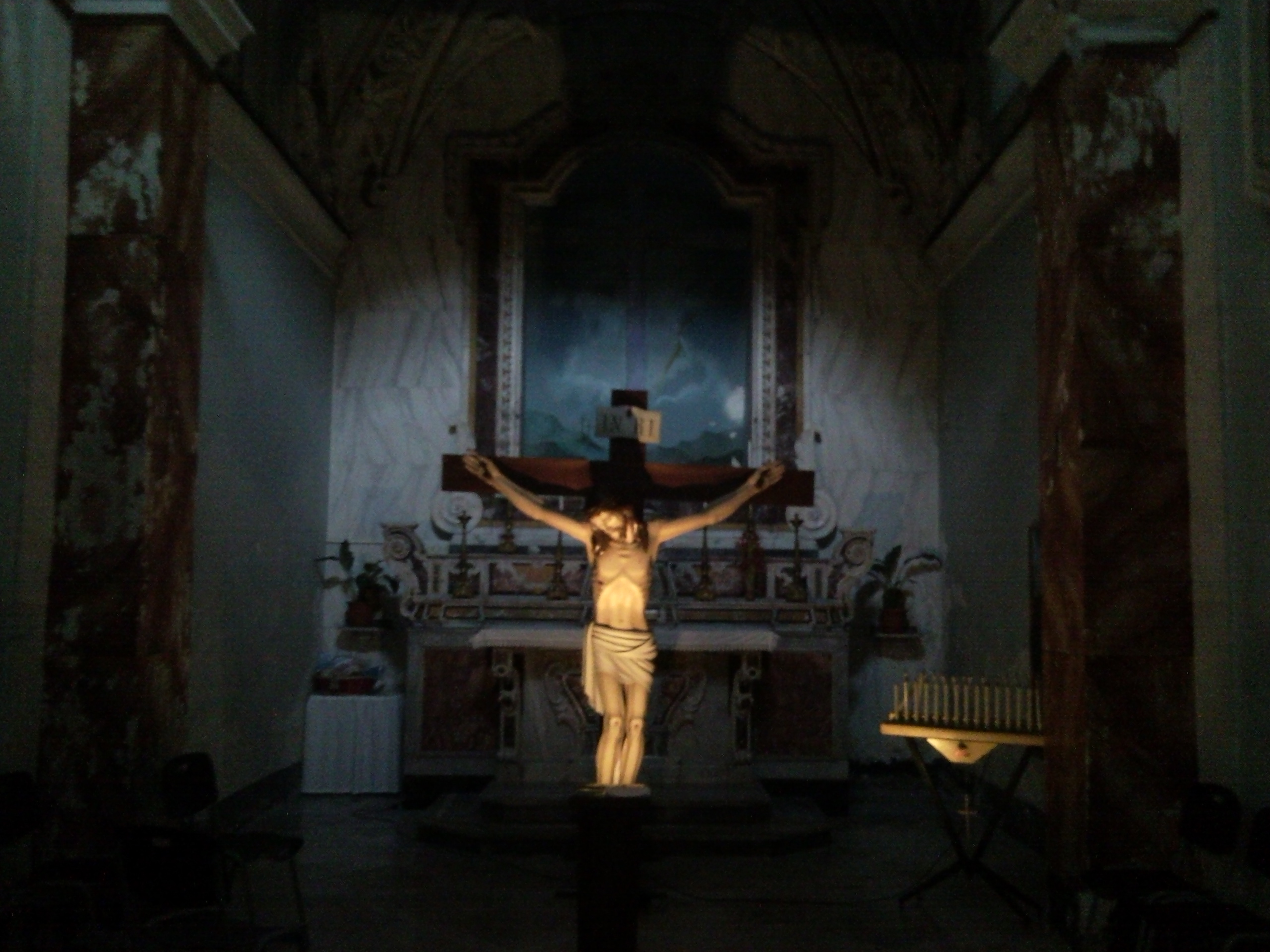
Cappella del Crocefisso, all'interno dell'attuale chiesa di Santa Maria Maggiore.

Le prime notizie, inerenti alla chiesa, risalgono al 26 marzo 1363, quando essa è ricordata nel testamento del conte di Fondi, Onorato I Caetani, che fece un lascito di 20 once. Di stile romanico-laziale, è decorata esternamente con fasce di pietra bianca alternate a laterizio, con dei cornicioni posti al termine di ogni piano. Nel 1600 la chiesa era a tre navate: quella centrale era coperta a tettoia, con l'altare maggiore ed il coro coperto a volta. In essa vi erano: l'organo, il pulpito, il fonte battesimale e il campanile con due campane. Agli inizi del XVIII secolo essa fu ampliata ed ebbe radicali restauri. La caratteristica principale del tempio era il soffitto a cassettoni, d'oro zecchino. Quest'ultimo fu successivamente rimosso per un crollo, avvenuto nel 1829, e la chiesa fu rifatta in muratura. Durante la seconda guerra mondiale l'edificio fu distrutto dai bombardamenti del 1944, ad eccezione del campanile duecentesco (recentemente restaurato). Per evitarne la distruzione, vennero staccati alcuni affreschi ora conservati nella vicina chiesa di San Michele Arcangelo. A seguito della distruzione, la chiesa della SS. Annunziata (all'interno della quale si conserva un Busto argenteo della Madonna della Civita, proprietà del popolo di Itri che contribuì alla sua realizzazione con una questua) fu anche ridenominata chiesa di Santa Maria Maggiore.
Ad oggi, dunque, l'edificio denominato Santa Maria Maggiore si trova in Piazza Annunziata. L'interno della chiesa è a tre navate: nel lato destro vi è la cappella del Crocefisso con altare in marmo intarsiato, nel cui paliotto sono scolpite le Anime del Purgatorio, mentre sopra il Fastigio vi è raffigurata la Sacra Sindone. Quest'opera può riportarsi al XVIII secolo. Nella medesima cappella la volta è decorata a stucco, con alcuni angeli reggenti gli emblemi della Passione.
Alcuni sostengono che l'opera fu realizzata nel 1827, per volere del pontefice Leone XII, ma essa risale al secolo XVI o, al più tardi, al XVII secolo. Nell'altare della navata sinistra riposa il corpo di San Costanzo martire, i cui resti sono ricoperti da vesti ricamate. Una tela molto interessante, raffigurante la «Predica di San Tommaso d'Aquino davanti al Papa ed a un re» (forse Carlo I d'Angiò), era nella predella della cappella della navata sinistra.

#### Santuario della Madonna della Civita

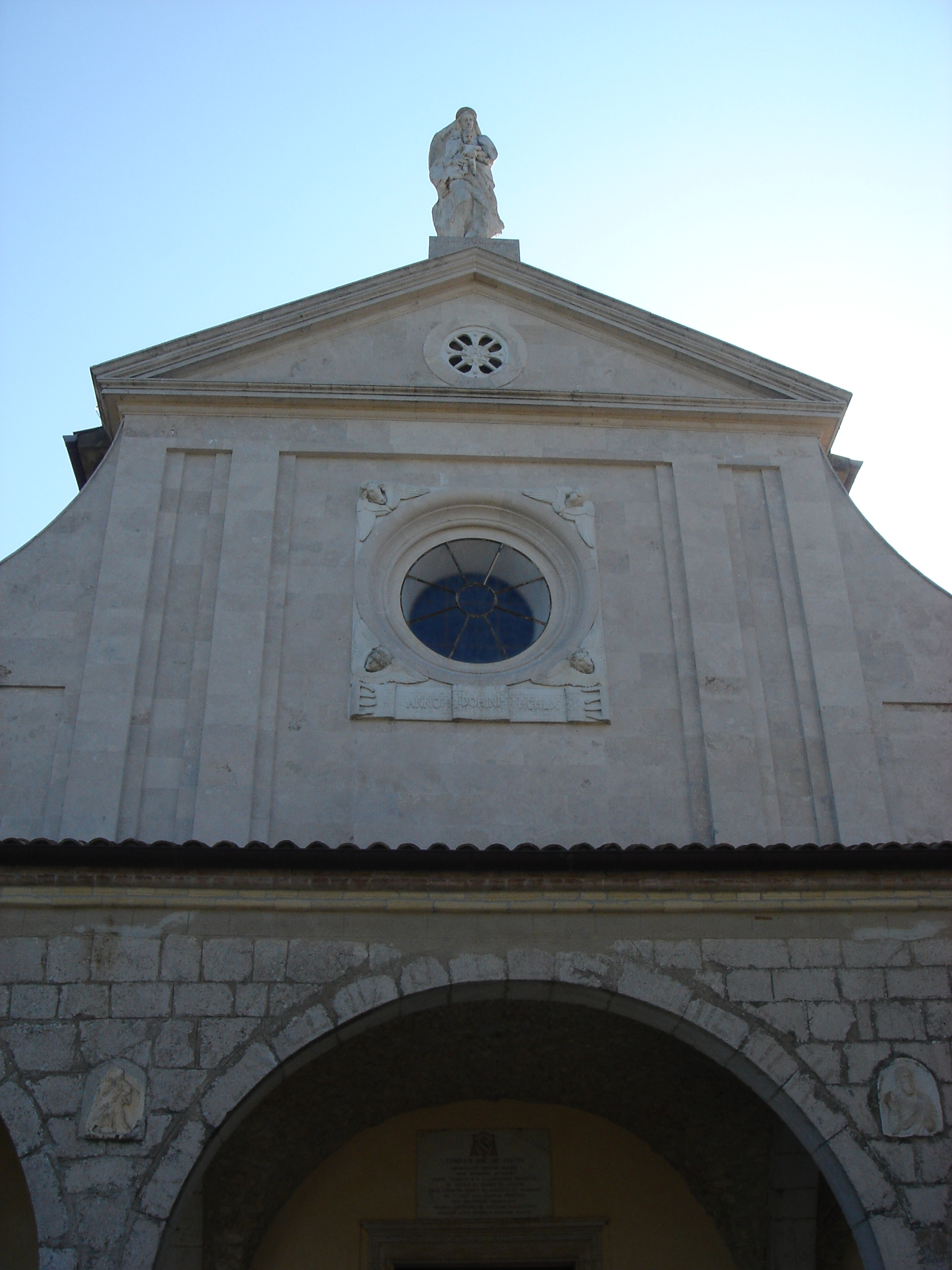
Particolare del Santuario della Madonna della Civita con la statua della Madonna collocata sul santuario.

Nel territorio di Itri si trova il santuario della Madonna della Civita in cui si venera un antichissimo quadro raffigurante una Madonna nera con Bambino denominata Madonna della Civita.

### Architetture militari

#### Il Castello

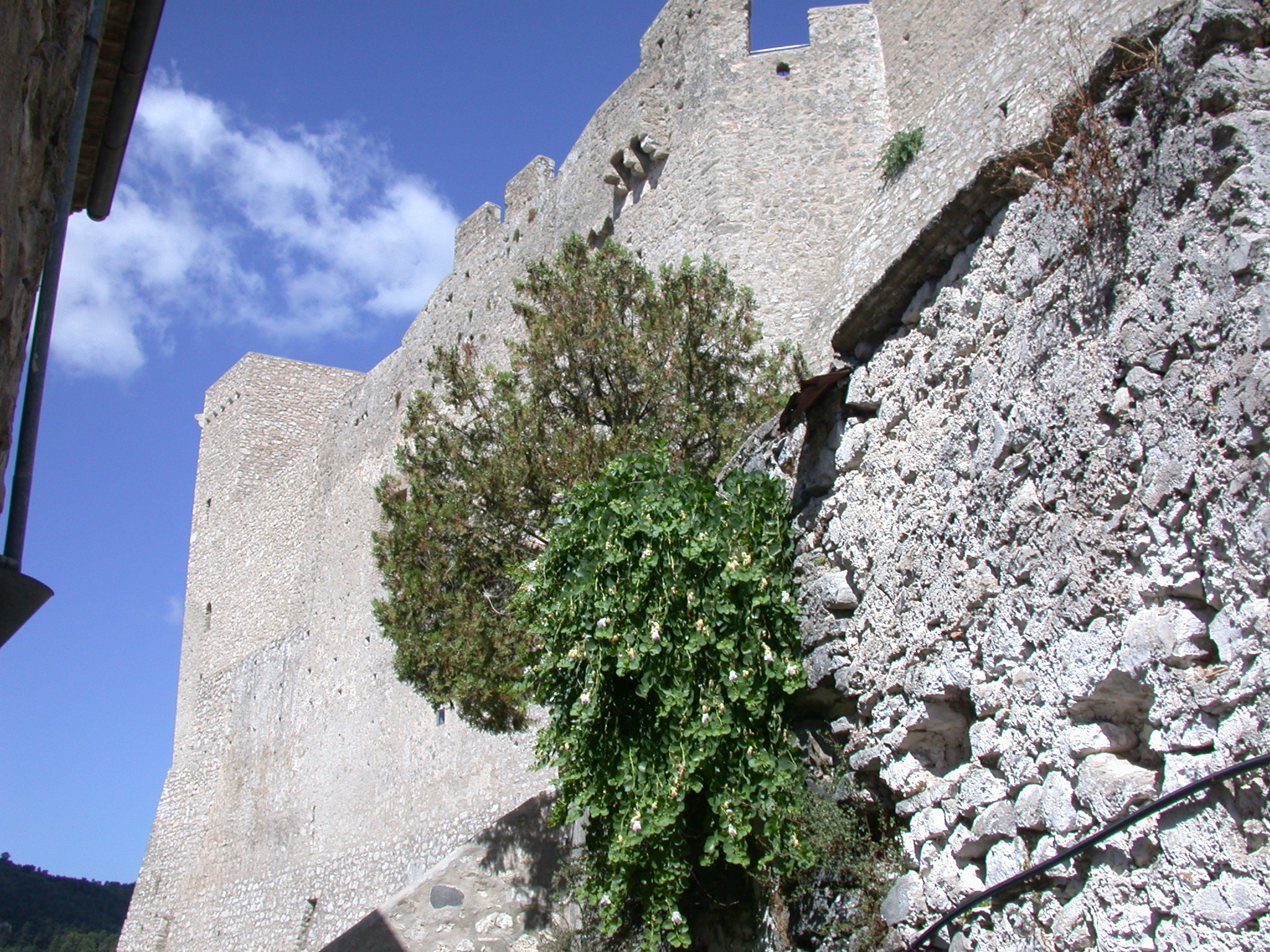
Il Castello di Itri, la parte interna vista dal centro storico.

Il castello, possente fortezza medioevale, alta e maestosa, è collocato sulla parte più elevata della collina denominata Sant'Angelo. Esso si articola intorno ad una torre pentagonale con piccola cinta merlata (attribuita al duca di Gaeta Docibile I nell'882). Nel 950 il nipote di Docibile, Marino I, fece costruire una seconda torre quadrata più alta e maestosa della prima. In seguito, il castello fu oggetto di nuovi lavori, con la costruzione della parte abitativa, del torrione cilindrico e del cammino di ronda (1250) che li unisce. 

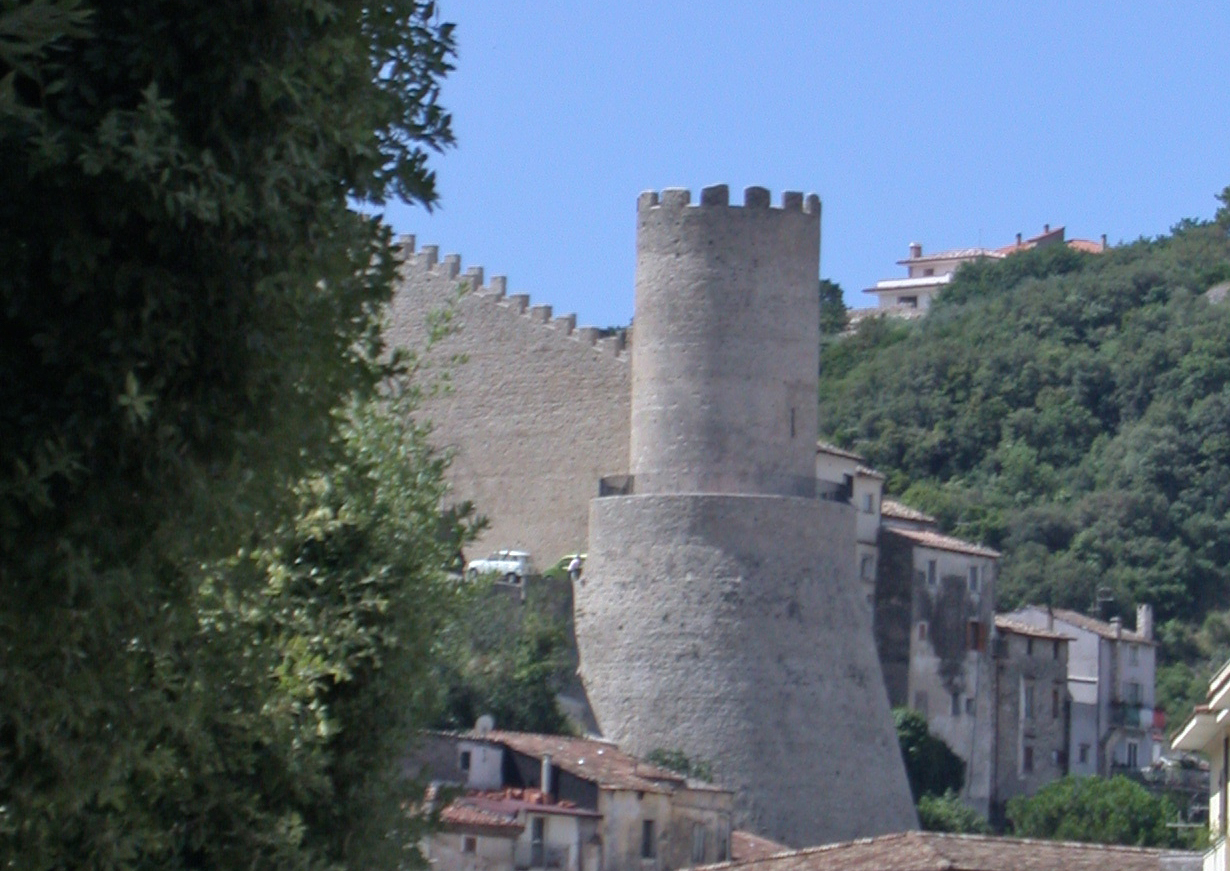
La torre "del coccodrillo"

 Il torrione cilindrico è anche detto "Torre del coccodrillo", in quanto secondo la leggenda in questa torre si trovava dell'acqua con uno di questi animali, al quale venivano dati in pasto i condannati a morte.
A questo complesso appartiene anche un fortilizio (la cavea) con tre piccole torrette cilindriche disposte ad un livello inferiore e visibili dall'entrata principale del castello: questa parte era adibita a luogo di ristoro per cavalli, servitù e gendarmi. Dalla cavea si può vedere, grazie ad un cancelletto, il ghetto ebraico (vico Giudea) dove si trovava anche una piccola sinagoga, ormai scomparsa.
La parte del castello destinata ad abitazione si sviluppa su due piani, ciascuno diviso in tre sale. Entrando, immediatamente a sinistra si presentano tre sale e, dalla seconda, si può accedere, grazie ad una scalinata, al piano inferiore. Questo piano è costituito da tre vasti spazi destinati ad uso domestico, come lasciano supporre i resti del forno e della vasca utilizzata per conservare il cibo, ancora visibili nella stanza sulla sinistra. Si può anche osservare l'antica cisterna dove erano raccolte le acque piovane. Al secondo piano è possibile vedere i resti di quello che era un camino ed un affresco rappresentante Sant'Antonio abate e Madonna lattante con il Bambino. In questo punto, infatti, fu fatta costruire dalla famiglia Caetani una cappella privata che fa pensare che la sala antistante fosse una camera da letto. Secondo alcune leggende, sarebbe possibile sentire dei fantasmi lamentarsi nelle notti di temporale e, soprattutto, veder fluttuare dei mantelli lungo il cammino di ronda che collega il castello alla "Torre del Coccodrillo". Salendo l'ultima rampa di scale della torre quadrata si accede a un'ampia terrazza da cui è possibile godere un vasto panorama.
Il castello ospitò anche Giulia Gonzaga, contessa di Fondi e donna famosa per aver accolto nella sua dimora artisti e letterati dell'epoca quali Vittoria Colonna, Marcantonio Flaminio, Vittore Soranzo, Francesco Maria Molza, Francesco Berni, il pittore Sebastiano del Piombo - che le fece il ritratto - Pietro Paolo Vergerio, Pietro Carnesecchi, Juan de Valdés.
Danneggiato dai bombardamenti durante la seconda guerra mondiale, è stato acquistato dalla provincia di Latina nel 1979 per un prezzo simbolico dal dottor Francesco Saverio Ialongo e poi ceduto al comune d'Itri. Una volta restaurato, il castello avrebbe dovuto ospitare il "Museo del brigantaggio". Durante i lavori di restauro, in seguito ad una richiesta di fondi dalla Comunità Europea, il sindaco e la giunta itrana hanno ritenuto opportuna la collocazione del suddetto museo in una diversa zona del paese, località Madonna delle Grazie.
L'inaugurazione della prima parte restaurata del castello è avvenuta il 4 giugno 2003, il 14 settembre 2007 è stato aperto l'intero complesso.

### Siti archeologici

#### Forte di Sant'Andrea e resti della Via Appia - Il Tempio di Apollo
In direzione di Fondi, nella gola di Sant'Andrea, è stato rimesso in luce e valorizzato un tratto dell'antico percorso della via Appia Antica. Qui, sui ruderi di una villa romana di età repubblicana (I secolo a.C.), sorgeva un forte che fu utilizzato da fra' Diavolo nella difesa contro i Francesi nel 1798. Nella valle di Sant'Andrea si trova uno dei tratti più suggestivi e meglio conservati dell'Antica Appia lungo la via Francigena del sud. Lungo i 3 km di percorso, ai lati della strada romana era presente una sorta di marciapiedi, tuttora visibile in alcuni tratti. Il lato a valle dell'itinerario era terrazzato con imponenti mura costruite a opera poligonale e lungo la strada si possono ancora osservare ciò che rimane delle costruzioni di difesa dai briganti e dei posti di blocco borbonici. All'incirca a metà del percorso la via è dominata dal forte di Sant'Andrea, edificato sui resti di un antico tempio dedicato ad Apollo e di cui sono a oggi visibili le cisterne a volta all'interno dei terrazzamenti. La costruzione dell'edificio rispose all'esigenza di fortificare il passo, situato in una posizione strategica e delicata, in coincidenza con l'ingresso nel Regno di Napoli. Nell'area si svolsero diverse battaglie, una fra più celebri riguardò lo scontro nel 1799, quando fra Diavolo impedì la penetrazione delle truppe napoleoniche nel Napoletano. In età tardoantica sui ruderi del tempio fu edificata una cappella votata a Sant'Andrea Apostolo, da cui prende il nome il forte e la valle. L'eccellente stato di conservazione di questo tratto dell'antico percorso romano, rende quest'area un vero e proprio museo a cielo aperto della tecnica stradale romana.

### Altro
Fontana Gioacchino Murat, di pietra, originariamente in piazza dell'Annunziata, ora in piazza Armando Diaz. Di forma circolare, a due vasche, si dice costruita tra il 1810 e il 1812 per volere di Gioacchino Murat, re di Napoli.
Monumento ai Caduti, in piazza Guglielmo Marconi, statua in bronzo di Edelweiss Frezzan (1962).
Arco della Pace, in piazza Sandro Pertini, monumento formato da un arco con fontana decorata da due rane; è opera dello scultore Giuseppe (Peppino) Quinto (1989).

### Aree naturali
- Parco naturale dei Monti Aurunci
- Monte Ruazzo
- Le Rave Fosche, costituite da un rilievo ad est dell'abitato di Itri, raggiungibile a piedi dalla località Postacchio. La caratteristica geolitica di questo monte è la presenza di formazioni calcare imponenti di colore bianco-grigiastro (Rave Fosche) e rossicce per l'alto contenuto in ossido di ferro (Rave Rosse). Sono presenti anche caverne di particolare conformazione, tra cui la celebre Caverna di fra Diavolo, il brigante Michele Pezza.

## Società

### Evoluzione demografica
Abitanti censiti

### Etnie e minoranze straniere
Al 31 dicembre 2017, secondo i dati Istat, risultano residenti nel comune 964 cittadini stranieri. Le nazionalità più rappresentate sono:
- Romania - 469
- Albania - 47
- Nigeria - 36
- Stati Uniti d'America - 31
- Gambia - 29
- Ucraina - 29
- Repubblica Dominicana - 28
- Ghana - 24
- Germania - 24
- Senegal - 22

### Tradizioni e folclore
- 19 marzo: Fuochi di San Giuseppe di Itri
- 25 aprile: Pellegrinaggio al Santuario della Madonna della Civita contro la siccità
- 21 luglio: Festa della Madonna della Civita

#### Fuochi di San Giuseppe

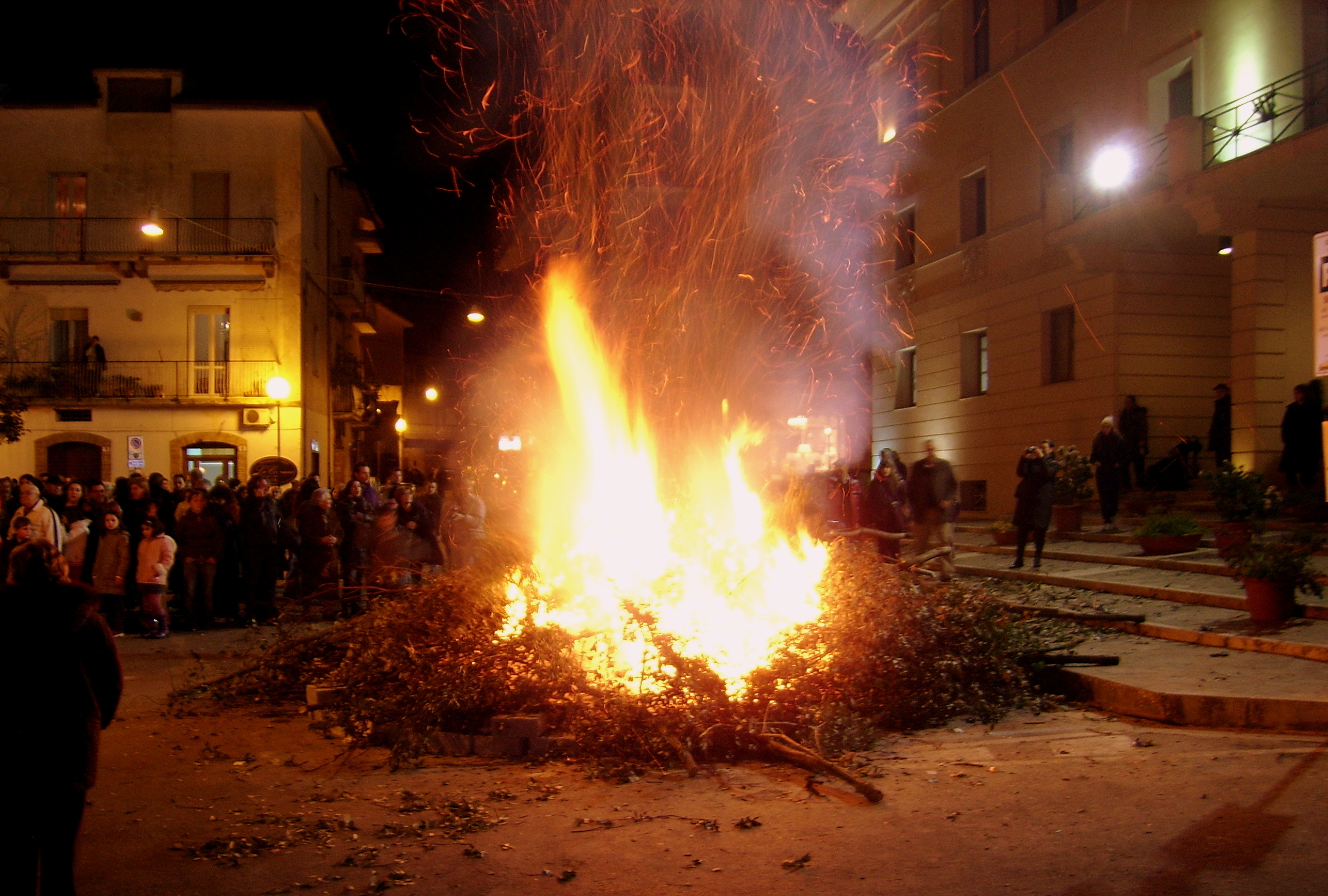
I fuochi di San Giuseppe ad Itri - Rione Piazza

I Fuochi di San Giuseppe (lì fuòc d' Sangiusépp' in dialetto itrano) è una manifestazione tradizionale che si svolge ogni anno, la sera del 19 marzo. È una manifestazione popolare che coinvolge attivamente tutti gli abitanti di Itri, borgo ai piedi dei Monti Aurunci.
La manifestazione è caratterizzata dall'accensione di grossi Falò nei vari rioni del paese accompagnata da musiche e suonate popolari, danze, balli e degustazione di prodotti tipici locali come le zeppole fritte itrane, la salsiccia Itrana, l'oliva d'Itri, le bruschette con olio itrano, il formaggio marzolino e altri prodotti locali.

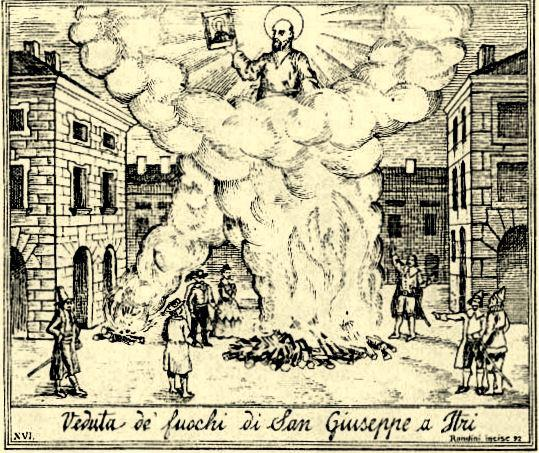
Antica incisione raffigurante i Fuochi di San Giuseppe a Itri

I fuochi di San Giuseppe sono la più antica delle tradizioni itrane e le sue origini si perdono nei secoli.
Nella tradizione si fondono aspetti del paganesimo con quelli della religiosità cristiana: al ringraziamento di san Giuseppe, infatti, si unisce il rito arcaico del fuoco "purificatore", che pur non avendo nessun rapporto con la vita del santo, è stato sincretisticamente associato alla sua festa in quanto coincidente con la fine dell'inverno e l'inizio della primavera.
Era usanza dei falegnami del borgo ripulire le botteghe ed i magazzini dagli scarti della lavorazione ed allestire i falò, nei secoli passati di minori dimensioni, ma sicuramente molto numerosi, anche in onore del santo loro patrono e protettore. Sulla cima di ogni fuoco veniva e viene tuttora posto un manichino fatto con stracci vecchi (màmmuòcc') simboleggiante l'inverno terminato.

## Cultura

### Istruzione

#### Scuole
Ad oggi si contano sul territorio cittadino 6 scuole di ogni ordine e grado: 2 Scuole dell'infanzia, 1 scuola primaria, 1 secondaria di I grado e 1 scuola secondaria di II grado-Istituto Professionale Agrario.

#### Biblioteche
La Biblioteca Comunale è situata in Piazza Umberto I 13, ove si trovano anche gli uffici dell'Amministrazione Comunale. La biblioteca aderisce al Sistema Bibliotecario del Lazio Meridionale e vanta una sezione specialistica dedicata al Brigantaggio nel Meridione d'Italia.

### Media

#### Televisione
Itritv, nata nel 2007, chiude i battenti, temporaneamente, nel 2009. A partire dall'anno successivo, il 2010, l'emittente torna a trasmettere sul digitale terrestre. Dal 2011 fa parte del bouquet di GARI TV, visibile in tutto il Lazio sul canale 293, assumendo il nome di "Itri Tv Gari Tv1". Oggi l'emmittente collabora con Telegolfo RTG è visibile sul canale 112 nella regione Lazio e sul canale 810, nella regione Campania.

#### Radio
- Radio Civita, la radio dell'arcidiocesi di Gaeta
- Radio Itri, prima radio privata fondata nel 1977 e non più attiva
- Radio Gamma, attualmente non più attiva
- Radio Studio 83, attualmente non più attiva

### Cinema
Questa è la lista dei film che hanno avuto come ambientazione parti del territorio comunale o della città:
- alcune scene del film Non c'è pace tra gli ulivi (1950), diretto da Giuseppe De Santis, sono state girate a Itri;
- alcune scene del film La ciociara, diretto da Vittorio De Sica (1960) con Sophia Loren, Jean-Paul Belmondo, Eleonora Brown, Raf Vallone, sono state girate a Itri.
- alcune scene del film La Bibbia, diretto da John Huston, furono girate a Itri in zona Magliana (le scene di Caino e Abele).
- alcune scene del film Scipione detto anche l'Africano[14][15] di Luigi Magni (1971) furono girate a Itri.
- alcune scene della fiction Un ciclone in famiglia di Carlo Vanzina, con Massimo Boldi e Barbara De Rossi, sono state girate a Itri nel 2005.

## Geografia antropica

### Suddivisioni storiche
L'abitato di Itri è suddiviso in vari quartieri: Madonnella, Conceria, San Gennaro, Piazza, Cavone, Le Cupe, i Cappuccini, lo Straccio, Madonna delle Grazie, Lago, la Torretta, Santa Lucia, Sant'Angelo, Santa Maria degli Angeli.

### Località
Questo l'elenco delle principali contrade campestri in cui è suddiviso il territorio di Itri: Calabretto, Calvi, Campanaro, Campello, Campiglioni, Campo Dentro, Campoli, Casa Caprara, Ciovareccia, Comignano, Corano, Giovenco, La Mustaga, Lazzano, Le Vaglie, Licciano, Magliana, Marciano, Mezzabrino, Migliorano-Intignano, Monte Vivolo, Montepiano, Ortolino-Santamariabella, Palma, Pagnàno, Paretola, Posaturo, Raìno, San Cristoforo, San Giacomo, San Martino Cese le Pigne, San Nicola, Sant'Andrea, Sant'Elmo, Sant'Onofrio, Santo Stefano, Stazione di Itri, Trasta, Terragona, Tre Cancelle, Vacastello, Vagnoli, Valle Colella, Valle d'Itri, Valle Rosa, Valle Fredda, Vastomano, Vignòle.

## Economia
L'agricoltura è la principale attività economica ed è incentrata sulla produzione dell'Oliva di Itri, con produzione di olive in salamoia e di olio, ottenuto con spremitura a freddo. Nel territorio di Itri inoltre si produce l'Abbuoto, un vino rosso molto pregiato noto anche al tempo dei Romani, lo cita anche il poeta Orazio nell'Ode I,37. Nel corso degli ultimi anni, il flusso turistico da Roma, Napoli, da altre regioni e anche dall'estero, è aumentato considerevolmente. Il comune di Itri, insieme ad altri territori vicini, fa parte del Consorzio Industriale Sud Pontino.
Di seguito la tabella storica elaborata dall'Istat a tema Unità locali, intesa come numero di imprese attive, ed addetti, intesi come numero addetti delle unità locali delle imprese attive (valori medi annui).
|        | 2015                  |                              |                            |                |                       |                     | 2014                  |                | 2013                  |                |
| ------ | --------------------- | ---------------------------- | -------------------------- | -------------- | --------------------- | ------------------- | --------------------- | -------------- | --------------------- | -------------- |
|        | Numero imprese attive | % Provinciale Imprese attive | % Regionale Imprese attive | Numero addetti | % Provinciale Addetti | % Regionale Addetti | Numero imprese attive | Numero addetti | Numero imprese attive | Numero addetti |
| Itri   | 707                   | 1,80%                        | 0,16%                      | 1.571          | 1,29%                 | 0,1%                | 668                   | 1.466          | 657                   | 1.465          |
| Latina | 39.304                |                              | 8,43%                      | 122.198        |                       | 7,75%               | 39.446                | 120.897        | 39.915                | 123.310        |
| Lazio  | 455.591               |                              |                            | 1.539.359      |                       |                     | 457.686               | 1.510.459      | 464.094               | 1.525.471      |

Nel 2015 le 707 imprese operanti nel territorio comunale, che rappresentavano il 1,80% del totale provinciale (39.304 imprese attive), hanno occupato 1.571 addetti, l'1,29% del dato provinciale (122.198 addetti); in media, ogni impresa nel 2015 ha occupato due persone (2,22).

## Infrastrutture e trasporti

### Strade
Strade stataliLa principale strada statale che attraversa il territorio di Itri è la strada statale 7 Via Appia, che attraversa il territorio comunale in direzione nord-sud. Un'altra strada statale molto importante è la strada statale 82 della Valle del Liri o Civita Farnese, che, partendo da Itri, percorre tutta la valle del Sacco, per arrivare fino ad Avezzano, in Abruzzo. Vi è, infine, la strada statale 213 Via Flacca che lambisce il territorio itrano nella zona costiera.
Strade provincialiL'unica strada provinciale che attraversa il comune di Itri, di competenza della provincia di Latina, è quella che collega Itri a Sperlonga.
Mancano strade che colleghino direttamente Itri con la sua parte di territorio che affaccia sul mare.

### Ferrovie
La stazione di Itri è situata lungo la linea Roma-Formia-Napoli.

### Mobilita extraurbana
I bus Cotral collegano Itri con tutte le località limitrofe, tra le quali Fondi, Formia, Gaeta, Minturno, Terracina e Latina.

## Amministrazione
Nel 1927 passa dalla provincia di Terra di Lavoro alla provincia di Roma nel Lazio e nel 1934 passa alla nuova provincia di Littoria costituita dal governo fascista dell'epoca.
| Periodo           | Periodo           | Primo cittadino    | Partito       | Carica      | Note   |
| ----------------- | ----------------- | ------------------ | ------------- | ----------- | ------ |
| 7 marzo 1987      | 16 settembre 1989 | Pasquale Ciccone   | PSI           | Sindaco     |        |
| 16 settembre 1989 | 24 giugno 1992    | Domenico Del Bove  | PSI           | Sindaco     |        |
| 24 giugno 1992    | 13 giugno 1994    | Giovanni Agresti   | DC            | Sindaco     |        |
| 12 giugno 1994    | 6 agosto 1996     | Egidio Agresti     | lista civica  | Sindaco     | [ 18 ] |
| 4 settembre 1996  | 17 novembre 1996  | Caterina Amato     |               | Comm. pref. |        |
| 17 novembre 1996  | 13 maggio 2001    | Giovanni Ialongo   | centro-destra | Sindaco     |        |
| 13 maggio 2001    | 28 maggio 2006    | Giovanni Agresti   | centro-destra | Sindaco     |        |
| 28 maggio 2006    | 15 maggio 2011    | Giovanni Agresti   | centro-destra | Sindaco     |        |
| 15 maggio 2011    | 1º luglio 2015    | Giuseppe De Santis | lista civica  | Sindaco     |        |
| 9 luglio 2015     | 6 giugno 2016     | Raffaella Vano     |               | Comm. pref. |        |
| 6 giugno 2016     | 4 ottobre 2021    | Antonio Fargiorgio | lista civica  | Sindaco     |        |
| 4 ottobre 2021    | 19 marzo 2024     | Giovanni Agresti   | lista civica  | Sindaco     |        |
| 19 aprile 2024    | 26 maggio 2025    | Antonietta Lonigro |               | Comm. pref. |        |
| 26 maggio 2025    | in carica         | Andrea Di Biase    | lista civica  | Sindaco     |        |

### Gemellaggi
- Cranston

### Altre informazioni amministrative
Fa parte della XVII Comunità Montana dei Monti Aurunci, Parco naturale dei Monti Aurunci e Associazione nazionale città dell'olio.

## Sport
Le società sportive presenti a Itri sono:
Calcio
- A.S.D. Itri Calcio, che, nel campionato 2022-23, milita nel campionato maschile di Eccellenza[19].
- A.S.D. Manzi Giovanni Itri F.C., che, nel campionato 2022-23, milita nel campionato maschile di Prima Categoria.

Ginnastica
- A.S.D. Ginnastica Nike (ginnastica ritmica), fondata nel 1982 e militante nel settore promozionale e agonistico della FGI e Confsport.

Pallacanestro
- Basket Itri, militante nel campionato di DR1 del Lazio nella stagione 2024/25

Pallavolo
- A.S.D. Pallavolo - militante Serie D nazionale.

Tamburello
- Società di tamburello femminile - militante in serie A nazionale.

### Impianti sportivi
- Impianto Sportivo Bocce, Corso Appio Claudio
- Impianto Sportivo Comunale, Via Gramsci
- Struttura Geodetica, Via Giovenco
- Sporting Club Calcetto Park, Strada Itri-Sperlonga
- Tennis Club Raino, Via Civita Farnese

### Altro
Nel 1992 e nel 1996 da Itri è passato il Giro d'Italia.
Nel 1992 l'ibridatore Ungherese Gergely Márk ha dato vita ad una nuova cultivar di rosa chiamata Fra Diavolo. Un esemplare venne regalato da una visitatrice al Museo del Brigantaggio di Itri ed ancora oggi è possibile ammirarne le fioriture nel giardino antistante il museo.